# Upton Sinclair
Upton Beall Sinclair (Baltimora, 20 settembre 1878 – Bound Brook, 25 novembre 1968) è stato uno scrittore, saggista, giornalista, drammaturgo e attivista statunitense.

## Biografia
Cresciuto in un ambiente colto e raffinato ma in mezzo a costanti ristrettezze economiche, fu spinto fin dalla giovinezza verso ideali socialisti. Come narratore ottenne un clamoroso successo fin dall'inizio con il romanzo La giungla (The Jungle 1906), sulla scandalosa condizione dei lavoratori ai mercati di bestiame di Chicago. Il libro, che fu definito da Jack London "la Capanna dello zio Tom degli schiavi salariati", fu recensito da Churchill e per esso Shaw ebbe parole di viva ammirazione. La giungla viene inoltre ricordato per aver contribuito all'attuazione del Pure Food and Drug Act (1906), una legge sulla purezza di alimenti e medicinali.
Unendo la sua attività di romanziere a quella di scrittore di pamphlet politici e di appassionato assertore del socialismo, Sinclair affrontò tutti gli aspetti negativi della società americana in saggi, romanzi e racconti di robusta vena narrativa: una produzione che occupa circa 90 volumi. Nel 1927 scrisse il romanzo Oil! (Petrolio!) da cui, nel 2007, è stato tratto il film Il petroliere. Durante la crisi del 1930 fu candidato democratico alla carica di governatore della California.
Alla vigilia della seconda guerra mondiale iniziò il suo ciclo più ambizioso di romanzi, nei quali si propose di ripercorrere la storia degli avvenimenti mondiali dal 1915, seguendo le vicende del personaggio di Lanny Budd: il ciclo si aprì con Fine del mondo (World's End, del 1940) e si chiuse con Return of Lanny Budd (Il ritorno di Lanny Budd, del 1953). Nel 1943 vinse il Premio Pulitzer per il romanzo uscito l'anno prima, Dragon's Teeth (I denti del drago). Nel 1960 pubblicò anche una sua autobiografia, My Lifetime in Letters (La mia vita nelle lettere). Alla sua morte, la salma venne tumulata nel cimitero di Rock Creek, a Washington.

## Opere
- Courtmartialed - Condannato dalla corte marziale, del 1898
- Saved By the Enemy - Salvato dal nemico, del 1898
- The Fighting Squadron - del 1898
- A Prisoner of Morro - Il prigioniero di Morro, del 1898
- A Soldier Monk - La scimmia soldato, del 1898
- A Gauntlet of Fire - del 1899
- Holding the Fort - del 1899
- A Soldier's Pledge - del 1899
- Wolves of the Navy - del 1899
- Springtime and Harvest - del 1901
- The Journal of Arthur Stirling - Il giornale di Arthur Sterling, del 1903
- Off For West Point - del 1903
- From Port to Port - del 1903
- On Guard - del 1903
- A Strange Cruise - del 1903
- The West Point Rivals - del 1903
- A West Point Treasure - del 1903
- A Cadet's Honor - del 1903
- Cliff, the Naval Cadet - Cliff, il cadetto navale, del 1903
- The Cruise of the Training Ship - del 1903
- Prince Hagan - Il principe Hagan, del 1903
- Manassas - romanzo del 1904
- A Captain of Industry - Un capitano d'industria, del 1906
- La giungla - (1906), La giungla, 1983, Mondadori, Milano, saggio denuncia sull'industria delle carni e insaccati
- The Millennium - Il Millennio, dramma in quattro atti, del 1907
- The Overman - del 1907
- The Industrial Republic - La repubblica industriale, del 1907
- The Metropolis - La Metropoli, del 1908
- The Money Changers - I cambiavalute, del 1908
- Samuel The Seeker - del 1909
- Good Health and How We Won It - del 1909
- The Machine - La macchina, romanzo del 1911
- King Coal - del 1917
- The Profits of Religion - I profitti della religione, del 1917
- Jimmie Higgins - del 1919
- The Brass Check - del 1919
- 100% - The Story of a Patriot - 100%, la storia di un patriota, del 1920 (traduzione italiana di Arturo Caroti, Milano, Edizioni dell'Avanti, 1921)
- The Spy - La spia, del 1920
- They Call Me Carpenter - del 1922
- The Goose-step: A Study of American Education - del 1923
- The Millennium - Il Millennio, del 1924
- The Goslings - del 1924
- Singing Jailbirds (in quattro atti) - del 1924
- Mammonart - del 1925
- Money Writes! - del 1927
- Oil! - Petrolio!, del 1927
- Boston - del 1928
- Mountain City - del 1930
- Mental Radio - del 1930
- Roman Holiday - del 1931
- The Wet Parade - del 1931
- American Outpost - del 1932
- Upton Sinclair presents William Fox - Upton Sinclair presenta William Fox, del 1933
- The Epic Plan for California - Il Super Piano per la California, del 1934
- I, Candidate For Governor: And How I Got Licked - del 1935
- Co-op: a Novel of Living Together - del 1936
- No Pasaran!: A Novel of the Battle of Madrid - Non passeranno: un racconto sulla battaglia di Madrid, del 1937
- The Gnomobile- del 1937
- The Flivver King - del 1937
- Damaged Goods romanzo sul tema di un'opera teatrale di Eugène Brieux; nel 1937 ne fu tratto un film
- Little Steel - 1938
- Our Lady - del 1938
- Letters to a Millionaire - Lettera ad un milionario, del 1939
- Fine del mondo (World's End) - del 1940
- Between Two Worlds - Fra due mondi, del 1941
- I denti del drago (Dragon's Teeth) - del 1942
- Wide Is the Gate - del 1943
- The Presidential Agent - del 1944
- Dragon Harvest - del 1945
- A World to Win - del 1946
- A Presidential Mission - del 1947
- One Clear Call - del 1948
- O Shepherd, Speak! - del 1949
- Schenk Stefan! - del 1951
- The Return of Lanny Budd - del 1953
- The Cup of Fury - del 1956
- What Didymus Did - del 1954 (edizione inglese) / It Happened to Didymus - del 1958 (edizione statunitense)
- The Autobiography of Upton Sinclair - del 1962, scritta con l'aiuto di Maeve Elizabeth Flynn III

## Filmografia

### Sceneggiatore
- The Jungle, regia di George Irving, Jack Pratt e Augustus E. Thomas (1914)

### Produttore
- The Jungle, regia di George Irving, Jack Pratt e Augustus E. Thomas - produttore esecutivo (1914)